# بند دره

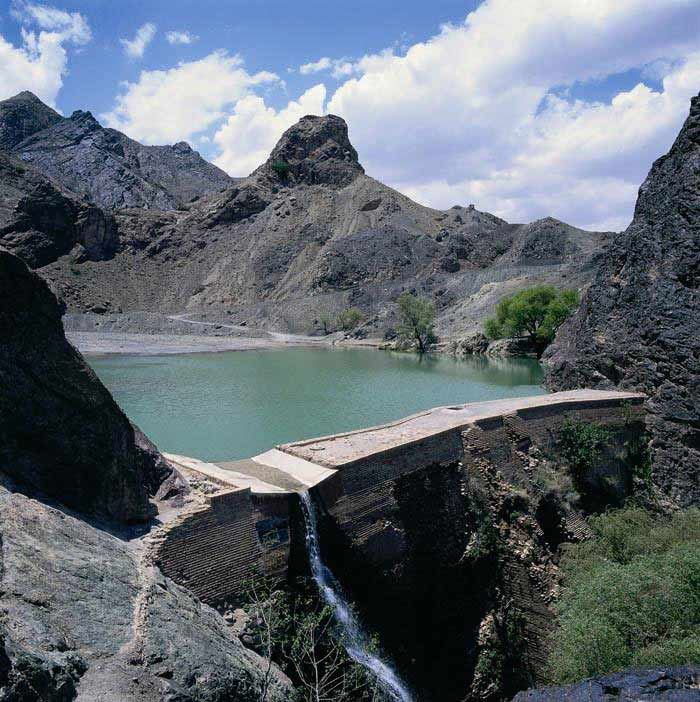
نمای تاج سد بند دره

بند دره، سدی است تاریخی در نزدیکی بیرجند که مهمترین بند تاریخی در بیرجند محسوب می‌شود.قدمت این سد به اواخر دوره‌ زندیه و اوایل دوره‌ قاجاریه می‌رسد. این بند چون آب آن از دره بالا و پایین عبور می‌کند به این اسم مشهور گشته است.این بند یا سد در ۵ کیلومتری انتهای خیابان مدرس بیرجند در میان رشته کوه جنوب این شهر به نام رشته کوه باقران واقع است. بند دره که ازجمله نقاط گردشگری استان خراسان جنوبی و شهرستان بیرجند محسوب می‌شود در سال ۱۳۸۱ از سوی سازمان میراث فرهنگی با شماره ۴۸۱۶ در فهرست آثار ملی ایران ثبت گردیده است.
این بند که مهمترین بند تاریخی و بزرگترین بند کوهستانی شهر بیرجند محسوب می‌شود که به دستور امیر شوکت‌الملک در سال ۱۲۹۴ هجری قمری ساخته شده‌است.
بنای این سد با پیروی از شیارهای واقع در کوه و در مناسب‌ترین قسمت دره پایین روی طبقات رسوبی کف رودخانه بنا شده است. طول تاج آن ۳۱ متر، عرض تاج آن ۳ تا ۵ متر و ارتفاع آن حدود ۱۳ متر و ضخامت دیوار سد در قسمت پایه به ۸ متر و در قسمت تاج از ۳ تا ۵ متر متفاوت است.  
مصالح به کار رفته در بند دره آن شامل آجر، سنگ و ملات آهک و ساروج از مصالحی هست که در ساخت بند دره استفاده گردیده است و نمای بیرونی آن از آجر تشکیل گشته است که ارتفاع دیوار بند از کف دره حدود ۱۵ متر طول و ۳۵ متر عرض دارد که بین ۳ تا ۵ متر متغیر است.
راه ارتباطی آن از بیرجند، از طریق خیابان پاسداران بیرجند امکان پذیر است.